# Pterocheilus eurystomus
Pterocheilus eurystomus är en stekelart som beskrevs av Kohl 1907. Pterocheilus eurystomus ingår i släktet palpgetingar, och familjen Eumenidae. Inga underarter finns listade i Catalogue of Life.